# 7. ceremonia wręczenia Złotych Globów
7. ceremonia wręczenia Złotych Globów odbyła się 23 lutego 1950 roku.

## Laureaci i nominowani
Laureaci nagród wyróżnieni są wytłuszczeniem

### Najlepszy film
- Gubernator
- Przyjdź do stajni

### Najlepsza aktorka
- Olivia de Havilland – Dziedziczka
- Deborah Kerr – Mój syn Edward

### Najlepszy aktor
- Broderick Crawford – Gubernator
- Richard Todd – The Hasty Heart

### Najlepsza aktorka drugoplanowa
- Mercedes McCambridge – Gubernator
- Miriam Hopkins – Dziedziczka

### Najlepszy aktor drugoplanowy
- James Whitmore – Pole bitwy
- David Brian – Intruz

### Najlepszy reżyser
- Robert Rossen – Gubernator
- William Wyler – Dziedziczka

### Najlepszy scenariusz
- Robert Pirosh – Pole bitwy
- Walter Doniger – Bicz z piasku

### Najlepszy film zagraniczny
- Złodzieje rowerów
- Stracone złudzenia

### Najlepsza muzyka
- John Green – Rewizor
- George Duning – Gubernator

### Najlepsze czarno-białe zdjęcia
- Franz Planer – Champion
- Burnett Guffey – Gubernator

### Najlepsze kolorowe zdjęcia
- Walt Disney – Przygody Ichaboda i Pana Ropucha
- Harold Rosson – Na przepustce

### Najlepszy kobiecy debiut
- Mercedes McCambridge – Gubernator
- Ruth Roman – Intruz

### Najlepszy męski debiut
- Richard Todd – Hasty Heart
- Juano Hernández – Champion

### Najlepszy film promujący międzynarodowe zrozumienie
- Hasty Heart
- Monsieur Vincent